# Hexenbürgermeisterhaus
Das Hexenbürgermeisterhaus in Lemgo ist ein ehemaliges Bürgerhaus, das heute als Museum genutzt wird. Seinen Namen erhielt das Bauwerk vom Bürgermeister und Juristen Hermann Cothmann, der von 1667 bis 1683 als Stadtoberhaupt amtierte, dieses Haus bewohnte und sich bei den Hexenprozessen in Lemgo den Ruf eines Hexenjägers erworben hatte.

## Gebäude
Das Hexenbürgermeisterhaus wurde ausweislich der Inschriften am Saalkamin und an der Fassade in den Jahren 1568–1571 durch den Kaufmann Hermann Kruwel (resp. Crüwell) und seine Frau Lisbeth Fürstenau erbaut. Die Ausführung wird dem Lemgoer Baumeister Hermann Wulff zugeschrieben. Es handelt sich um ein typisches Kaufmannshaus mit hoher Diele im Vorderhaus, die von Anfang an einen Stubeneinbau auf der rechten Seite besaß und später durch einen weiteren Einbau auf der linken Seite verkleinert wurde.
Im Hinterhaus befindet sich über einem nur wenig eingetieften Keller ein repräsentativer Saal mit Kamin. Ursprünglich schloss sich an das Hauptgebäude ein vermutlich ebenfalls steinernes Rückgebäude mit zwei weiteren Sälen an, von dem sich jedoch nur ein Giebelabdruck und die Reste zweier übereinander liegender Kamine an der Rückwand des Hauptgebäudes erhalten haben.
Bedeutend ist das Haus neben seiner relativ gut erhaltenen inneren Aufteilung vor allem durch die aufwändige Fassade im Stil der Weserrenaissance. Am Unterbau der Fassade gibt es eine breite, reich durchfensterte Zone aus angesetzten und auf die Straße vorgeschobenen Vorbauten, die man „Utlucht“ nennt. Üblich wurden solche Utluchten an Steinbauten der Renaissance und an Fachwerkbauten des 17. und 18. Jahrhunderts. Am rechten Teil der Fassade sitzt dagegen ein Erker, der im Gegensatz zur Utlucht nicht ebenerdig ist und auf Konsolen aufgefangen wird. Die darüber liegende Fassade ist durch Halbsäulen und Gesimse gegliedert.
Das Gebäude war im Mai 2004 Denkmal des Monats in Westfalen-Lippe.
Es befindet sich in der Lemgoer Neustadt, Breite Straße 19.

## Museum
2007 wurde im Hexenbürgermeisterhaus eine neue Dauerausstellung eröffnet. Die Geschichte des Hauses und die Lemgoer Stadtgeschichte werden dort auf dem aktuellen wissenschaftlichen Stand dargestellt. Gleichzeitig wurde das renovierte Haus Weege eingeweiht, das direkt ans Hexenbürgermeisterhaus grenzt und nun als Foyer des Museums dient. Auch Hof- und Gartenanlage sind nun für Besucher zugänglich.
Folterinstrumente aus dem Nachlass der Lemgoer Scharfrichterfamilie Clauss bzw. Clausen sowie Nachbauten aus dem 19. und 20. Jahrhundert, die ursprünglich den Eindruck eines „Folterkellers“ erwecken sollten, der aber nie in dem Haus untergebracht war, erinnern an die Zeit umfangreicher Hexenverfolgung in Lemgo. Daneben wurden exemplarisch Biographien betroffener Personen aufgearbeitet.

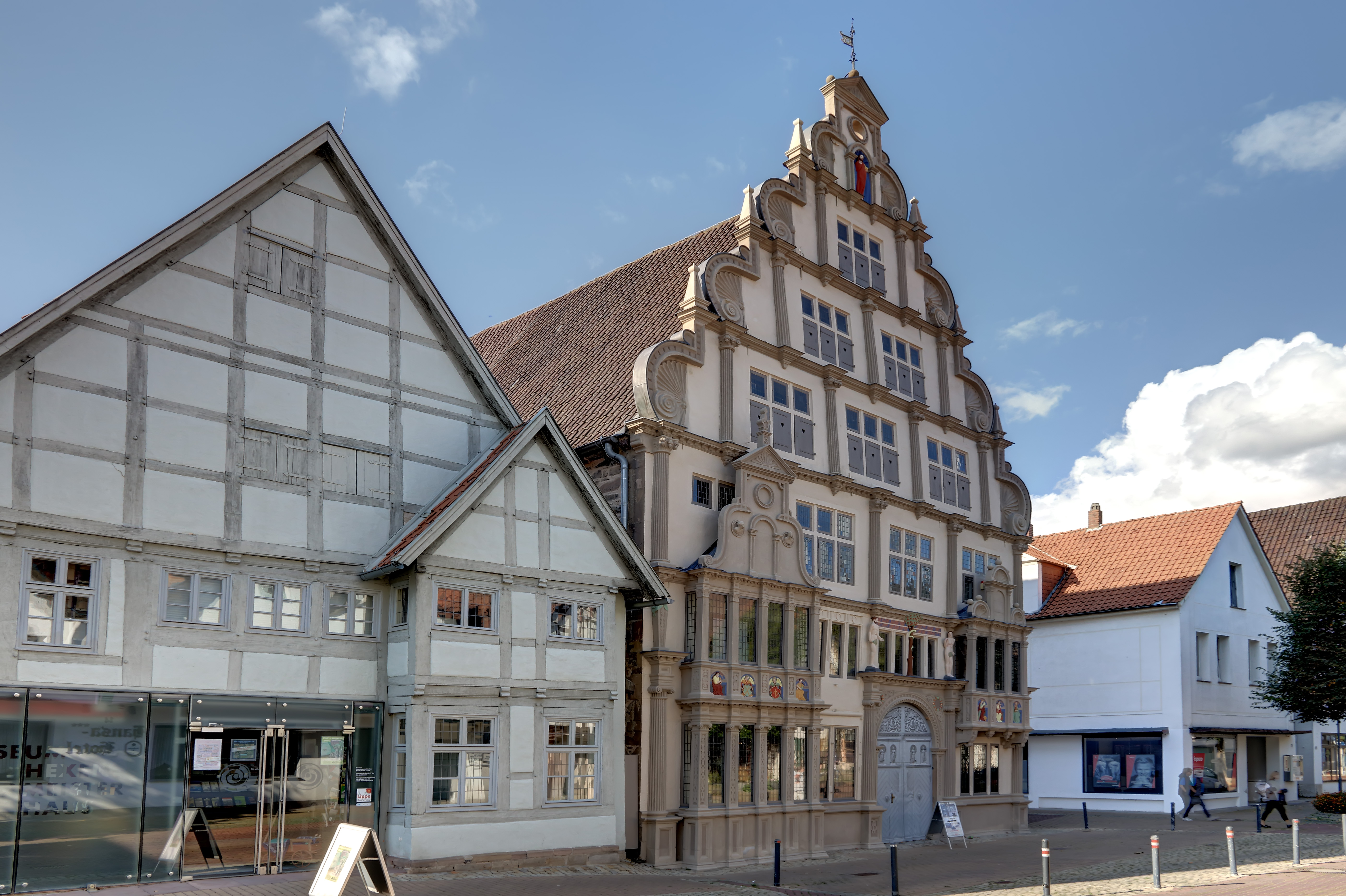
Hexenbürgermeisterhaus nach der Renovierung 2015

Einen zweiten Schwerpunkt neben der Stadtgeschichte bilden die Ergebnisse der Bauforschung der letzten umfangreichen Sanierung, die die wechselvolle Geschichte des Gebäudes aufzeigen.